# Куббель, Леонид Иванович
Леони́д Ива́нович (Карл Артур Леонид) Ку́ббель (25 декабря 1891, Санкт-Петербург — 18 апреля 1942, Ленинград) — российский и советский шахматный композитор. Основная профессия: инженер-химик.
Один из первых мастеров спорта СССР по шахматной композиции (1934). Наряду с Троицким оказал своим творчеством и фундаментальными теоретическими работами определяющее влияние на развитие задачной и этюдной шахматной композиции в мире.
Получил свыше 500 призовых мест на различных российских, советских и международных соревнованиях, в том числе 120 высших призов. При создании шахматной композиции он видел свою задачу, в первую очередь, в придании ей парадоксальности, зрелищности. А. А. Троицкий называл Куббеля «Алехиным в шахматной композиции».

## Биография
Куббель родился в Петербурге в семье латыша Иоганна (Ивана Ивановича) Куббеля, цехового мастера. При рождении получил имя Карл Артур Леонид, которое позднее сократил до «Леонида Ивановича».
Вместе со своими братьями (впоследствии ставшими тоже известными композиторами) Арвидом (1889—1938) и Евгением (1894—1942), Леонид начал играть в шахматы и составлять задачи ещё в детские годы. Уже в 13 лет (1903) он опубликовал первую свою задачу в столичной немецкой газете «St. Petersburger Zeitung», а в следующем году там же появился и первый его шахматный этюд.
13 мая 1905 года семья Куббелей переехала в Ригу. Газета «Rigaer Tageblatt» охотно помещала на своих страницах новые этюды и задачи Леонида, восторженно отзываясь о незаурядном таланте 13-летнего мальчика.
В феврале 1906 года умер отец Куббеля. Семья возвращается в Петербург. Леонид устраивается на работу в контору Тентелевского химического завода (после революции — завод «Красный химик»), где проработал 18 лет конторским служащим.
Занятия шахматной композицией продолжались. Уже около десятка газет и журналов печатали этюды и задачи Куббеля и его братьев. В 1907 году на Леонида, по его собственному признанию, оказало большое влияние знакомство с книгой Котца и Коккелькорна «Индийская задача» («Das Indische Problem»). В этом же году пришёл первый международный успех: высший приз в конкурсе, объявленном мюнхенской газетой. К сожалению, вскоре оказалось, что премированная задача имела предшественника.
Тем не менее на нового композитора обратили внимание, и произведения Куббеля стали появляться во многих зарубежных изданиях. Немало своих задач Куббель опубликовал, например, в журналах «Deutsches Wochenschach» и «Deutsche Schachzeitung», где четыре года подряд (1908—1911) получал первые призы. Ряд отличий он получил и в других изданиях. Качество куббелевских задач этого периода высоко оценивали И. Бергер, А. Уайт и другие видные проблемисты того времени. Всего в начальный период своего творчества (до 1912 года) Куббель составил около 1200 задач и этюдов.
Шахматы в начале XX века пользовались большой популярностью, многие газеты и журналы открыли шахматные отделы. В России первоклассные этюды, кроме Куббеля, составляли А. А. Троицкий и братья Василий и Михаил Платовы, позднее — латыш Г. Матисон, которого Куббель оценивал исключительно высоко. В области задачной композиции несомненное влияние на Куббеля оказал парадоксальный стиль американца Сэма Лойда.
Второй этап своего творчества Куббель отнёс к периоду 1913—1920 годов. Интерес его к шахматам несколько снижается, уступив место увлечению оперным искусством. Тем не менее Куббель продолжает составлять задачи, а также руководит шахматным отделом газеты «Новое время», судит Всероссийский шахматный конкурс 1914 года, участвует в турнирах.
Куббель пишет о своей эволюции:
Второй период… отличается от первого тем, что я стремился ещё больше подчеркнуть идею, как можно лучше её замаскировать и вообще сделать задачу ещё более трудной.
Третий период творчества Куббеля начался после революции, в 1924 году. Куббель и его брат Арвид были приглашены вести раздел композиции в журнале «Шахматный листок». В 1931 году журнал был переименован в «Шахматы в СССР». Куббель много занимается пропагандой шахмат среди рабочей молодёжи, выступает как судья в конкурсах составления и решения задач и этюдов. Основная его работа в это время — сначала Ленинградский государственный красочный трест, с 1928 года — Охтинский химический комбинат, а с 1934 года Куббель работает в госаппарате.
В 1925 году выходит первый авторский сборник «150 шахматных этюдов».
В 1934 году Куббелю, в числе первых, присваивается звание мастера спорта по шахматной композиции. Куббель также получил звание кандидата в мастера спорта по практической игре (1940).
В 1938 году выходит расширенный сборник «250 избранных этюдов». Куббель начинает работу над сборником избранных задач, но война помешала осуществить задуманное.
11 января 1938 года был расстрелян старший брат Куббеля, Арвид, мастер спорта СССР, работавший бухгалтером.
В начале 1940-х годов 50-летний Куббель находился в расцвете своего дарования и был полон новых творческих замыслов; война не позволила реализовать эти планы. Куббель остался в Ленинграде в период блокады и умер от истощения, вместе с братом Евгением. До последнего дня он работал над новой задачей, однако закончить её не успел.

## Творчество
Куббель составил свыше 2800 шахматных задач и около 500 шахматных этюдов.
Бо́льшую часть его произведений составляли шахматные задачи-трёхходовки, в которых он стремился выразить яркую игру белых фигур — с жертвами, трудными к нахождению тихими вторыми ходами, симметрией в игре и матовых положениях.
В шахматных этюдах Куббеля главная роль отводилась яркой, зрелищной комбинации. Почти все его этюды содержат труднонаходимый эффектный ход (куббелевскую пуанту), решающий судьбу игры. По его собственному признанию, наибольшее влияние на стиль этюдов Куббеля оказало творчество Анри Ринка, братьев Василия и Михаила Платовых и Иоганна Зеверса.

### Избранные этюды Леонида Куббеля
|   | a | b | c | d | e | f | g | h |   |
| - | --- | --- | --- | --- | --- | --- | --- | --- | - |
| 8 | b8 белый конь · a6 белый король · d5 чёрный король · d4 чёрная пешка · h4 белый слон · a3 чёрная пешка · c2 белая пешка · d2 белая пешка | b8 белый конь · a6 белый король · d5 чёрный король · d4 чёрная пешка · h4 белый слон · a3 чёрная пешка · c2 белая пешка · d2 белая пешка | b8 белый конь · a6 белый король · d5 чёрный король · d4 чёрная пешка · h4 белый слон · a3 чёрная пешка · c2 белая пешка · d2 белая пешка | b8 белый конь · a6 белый король · d5 чёрный король · d4 чёрная пешка · h4 белый слон · a3 чёрная пешка · c2 белая пешка · d2 белая пешка | b8 белый конь · a6 белый король · d5 чёрный король · d4 чёрная пешка · h4 белый слон · a3 чёрная пешка · c2 белая пешка · d2 белая пешка | b8 белый конь · a6 белый король · d5 чёрный король · d4 чёрная пешка · h4 белый слон · a3 чёрная пешка · c2 белая пешка · d2 белая пешка | b8 белый конь · a6 белый король · d5 чёрный король · d4 чёрная пешка · h4 белый слон · a3 чёрная пешка · c2 белая пешка · d2 белая пешка | b8 белый конь · a6 белый король · d5 чёрный король · d4 чёрная пешка · h4 белый слон · a3 чёрная пешка · c2 белая пешка · d2 белая пешка | 8 |
| 7 | b8 белый конь · a6 белый король · d5 чёрный король · d4 чёрная пешка · h4 белый слон · a3 чёрная пешка · c2 белая пешка · d2 белая пешка | b8 белый конь · a6 белый король · d5 чёрный король · d4 чёрная пешка · h4 белый слон · a3 чёрная пешка · c2 белая пешка · d2 белая пешка | b8 белый конь · a6 белый король · d5 чёрный король · d4 чёрная пешка · h4 белый слон · a3 чёрная пешка · c2 белая пешка · d2 белая пешка | b8 белый конь · a6 белый король · d5 чёрный король · d4 чёрная пешка · h4 белый слон · a3 чёрная пешка · c2 белая пешка · d2 белая пешка | b8 белый конь · a6 белый король · d5 чёрный король · d4 чёрная пешка · h4 белый слон · a3 чёрная пешка · c2 белая пешка · d2 белая пешка | b8 белый конь · a6 белый король · d5 чёрный король · d4 чёрная пешка · h4 белый слон · a3 чёрная пешка · c2 белая пешка · d2 белая пешка | b8 белый конь · a6 белый король · d5 чёрный король · d4 чёрная пешка · h4 белый слон · a3 чёрная пешка · c2 белая пешка · d2 белая пешка | b8 белый конь · a6 белый король · d5 чёрный король · d4 чёрная пешка · h4 белый слон · a3 чёрная пешка · c2 белая пешка · d2 белая пешка | 7 |
| 6 | b8 белый конь · a6 белый король · d5 чёрный король · d4 чёрная пешка · h4 белый слон · a3 чёрная пешка · c2 белая пешка · d2 белая пешка | b8 белый конь · a6 белый король · d5 чёрный король · d4 чёрная пешка · h4 белый слон · a3 чёрная пешка · c2 белая пешка · d2 белая пешка | b8 белый конь · a6 белый король · d5 чёрный король · d4 чёрная пешка · h4 белый слон · a3 чёрная пешка · c2 белая пешка · d2 белая пешка | b8 белый конь · a6 белый король · d5 чёрный король · d4 чёрная пешка · h4 белый слон · a3 чёрная пешка · c2 белая пешка · d2 белая пешка | b8 белый конь · a6 белый король · d5 чёрный король · d4 чёрная пешка · h4 белый слон · a3 чёрная пешка · c2 белая пешка · d2 белая пешка | b8 белый конь · a6 белый король · d5 чёрный король · d4 чёрная пешка · h4 белый слон · a3 чёрная пешка · c2 белая пешка · d2 белая пешка | b8 белый конь · a6 белый король · d5 чёрный король · d4 чёрная пешка · h4 белый слон · a3 чёрная пешка · c2 белая пешка · d2 белая пешка | b8 белый конь · a6 белый король · d5 чёрный король · d4 чёрная пешка · h4 белый слон · a3 чёрная пешка · c2 белая пешка · d2 белая пешка | 6 |
| 5 | b8 белый конь · a6 белый король · d5 чёрный король · d4 чёрная пешка · h4 белый слон · a3 чёрная пешка · c2 белая пешка · d2 белая пешка | b8 белый конь · a6 белый король · d5 чёрный король · d4 чёрная пешка · h4 белый слон · a3 чёрная пешка · c2 белая пешка · d2 белая пешка | b8 белый конь · a6 белый король · d5 чёрный король · d4 чёрная пешка · h4 белый слон · a3 чёрная пешка · c2 белая пешка · d2 белая пешка | b8 белый конь · a6 белый король · d5 чёрный король · d4 чёрная пешка · h4 белый слон · a3 чёрная пешка · c2 белая пешка · d2 белая пешка | b8 белый конь · a6 белый король · d5 чёрный король · d4 чёрная пешка · h4 белый слон · a3 чёрная пешка · c2 белая пешка · d2 белая пешка | b8 белый конь · a6 белый король · d5 чёрный король · d4 чёрная пешка · h4 белый слон · a3 чёрная пешка · c2 белая пешка · d2 белая пешка | b8 белый конь · a6 белый король · d5 чёрный король · d4 чёрная пешка · h4 белый слон · a3 чёрная пешка · c2 белая пешка · d2 белая пешка | b8 белый конь · a6 белый король · d5 чёрный король · d4 чёрная пешка · h4 белый слон · a3 чёрная пешка · c2 белая пешка · d2 белая пешка | 5 |
| 4 | b8 белый конь · a6 белый король · d5 чёрный король · d4 чёрная пешка · h4 белый слон · a3 чёрная пешка · c2 белая пешка · d2 белая пешка | b8 белый конь · a6 белый король · d5 чёрный король · d4 чёрная пешка · h4 белый слон · a3 чёрная пешка · c2 белая пешка · d2 белая пешка | b8 белый конь · a6 белый король · d5 чёрный король · d4 чёрная пешка · h4 белый слон · a3 чёрная пешка · c2 белая пешка · d2 белая пешка | b8 белый конь · a6 белый король · d5 чёрный король · d4 чёрная пешка · h4 белый слон · a3 чёрная пешка · c2 белая пешка · d2 белая пешка | b8 белый конь · a6 белый король · d5 чёрный король · d4 чёрная пешка · h4 белый слон · a3 чёрная пешка · c2 белая пешка · d2 белая пешка | b8 белый конь · a6 белый король · d5 чёрный король · d4 чёрная пешка · h4 белый слон · a3 чёрная пешка · c2 белая пешка · d2 белая пешка | b8 белый конь · a6 белый король · d5 чёрный король · d4 чёрная пешка · h4 белый слон · a3 чёрная пешка · c2 белая пешка · d2 белая пешка | b8 белый конь · a6 белый король · d5 чёрный король · d4 чёрная пешка · h4 белый слон · a3 чёрная пешка · c2 белая пешка · d2 белая пешка | 4 |
| 3 | b8 белый конь · a6 белый король · d5 чёрный король · d4 чёрная пешка · h4 белый слон · a3 чёрная пешка · c2 белая пешка · d2 белая пешка | b8 белый конь · a6 белый король · d5 чёрный король · d4 чёрная пешка · h4 белый слон · a3 чёрная пешка · c2 белая пешка · d2 белая пешка | b8 белый конь · a6 белый король · d5 чёрный король · d4 чёрная пешка · h4 белый слон · a3 чёрная пешка · c2 белая пешка · d2 белая пешка | b8 белый конь · a6 белый король · d5 чёрный король · d4 чёрная пешка · h4 белый слон · a3 чёрная пешка · c2 белая пешка · d2 белая пешка | b8 белый конь · a6 белый король · d5 чёрный король · d4 чёрная пешка · h4 белый слон · a3 чёрная пешка · c2 белая пешка · d2 белая пешка | b8 белый конь · a6 белый король · d5 чёрный король · d4 чёрная пешка · h4 белый слон · a3 чёрная пешка · c2 белая пешка · d2 белая пешка | b8 белый конь · a6 белый король · d5 чёрный король · d4 чёрная пешка · h4 белый слон · a3 чёрная пешка · c2 белая пешка · d2 белая пешка | b8 белый конь · a6 белый король · d5 чёрный король · d4 чёрная пешка · h4 белый слон · a3 чёрная пешка · c2 белая пешка · d2 белая пешка | 3 |
| 2 | b8 белый конь · a6 белый король · d5 чёрный король · d4 чёрная пешка · h4 белый слон · a3 чёрная пешка · c2 белая пешка · d2 белая пешка | b8 белый конь · a6 белый король · d5 чёрный король · d4 чёрная пешка · h4 белый слон · a3 чёрная пешка · c2 белая пешка · d2 белая пешка | b8 белый конь · a6 белый король · d5 чёрный король · d4 чёрная пешка · h4 белый слон · a3 чёрная пешка · c2 белая пешка · d2 белая пешка | b8 белый конь · a6 белый король · d5 чёрный король · d4 чёрная пешка · h4 белый слон · a3 чёрная пешка · c2 белая пешка · d2 белая пешка | b8 белый конь · a6 белый король · d5 чёрный король · d4 чёрная пешка · h4 белый слон · a3 чёрная пешка · c2 белая пешка · d2 белая пешка | b8 белый конь · a6 белый король · d5 чёрный король · d4 чёрная пешка · h4 белый слон · a3 чёрная пешка · c2 белая пешка · d2 белая пешка | b8 белый конь · a6 белый король · d5 чёрный король · d4 чёрная пешка · h4 белый слон · a3 чёрная пешка · c2 белая пешка · d2 белая пешка | b8 белый конь · a6 белый король · d5 чёрный король · d4 чёрная пешка · h4 белый слон · a3 чёрная пешка · c2 белая пешка · d2 белая пешка | 2 |
| 1 | b8 белый конь · a6 белый король · d5 чёрный король · d4 чёрная пешка · h4 белый слон · a3 чёрная пешка · c2 белая пешка · d2 белая пешка | b8 белый конь · a6 белый король · d5 чёрный король · d4 чёрная пешка · h4 белый слон · a3 чёрная пешка · c2 белая пешка · d2 белая пешка | b8 белый конь · a6 белый король · d5 чёрный король · d4 чёрная пешка · h4 белый слон · a3 чёрная пешка · c2 белая пешка · d2 белая пешка | b8 белый конь · a6 белый король · d5 чёрный король · d4 чёрная пешка · h4 белый слон · a3 чёрная пешка · c2 белая пешка · d2 белая пешка | b8 белый конь · a6 белый король · d5 чёрный король · d4 чёрная пешка · h4 белый слон · a3 чёрная пешка · c2 белая пешка · d2 белая пешка | b8 белый конь · a6 белый король · d5 чёрный король · d4 чёрная пешка · h4 белый слон · a3 чёрная пешка · c2 белая пешка · d2 белая пешка | b8 белый конь · a6 белый король · d5 чёрный король · d4 чёрная пешка · h4 белый слон · a3 чёрная пешка · c2 белая пешка · d2 белая пешка | b8 белый конь · a6 белый король · d5 чёрный король · d4 чёрная пешка · h4 белый слон · a3 чёрная пешка · c2 белая пешка · d2 белая пешка | 1 |
|   | a | b | c | d | e | f | g | h |   |

Решение:

Это один из самых известных этюдов Куббеля. Чёрную пешку не остановить, и кажется, что игра белых проиграна.
1.Кb8-c6!!

Пуанта уже на первом ходу: угрожает Кb4+. 

1…Крd5:c6 2.Сh4-f6 Крс6-d5 3.d2-d3 a3-a2 4.c2-c4+ Крd5-c5 5.Кра6-b7! a2-a1Ф (5…Кр ~ 6.С:d4) 6.Сf6-e7 мат.
|   | a | b | c | d | e | f | g | h |   |
| - | --- | --- | --- | --- | --- | --- | --- | --- | - |
| 8 | g6 чёрный король · a5 белый слон · c4 чёрная пешка · h4 белая пешка · h2 чёрный слон · b1 белый конь · e1 белый король | g6 чёрный король · a5 белый слон · c4 чёрная пешка · h4 белая пешка · h2 чёрный слон · b1 белый конь · e1 белый король | g6 чёрный король · a5 белый слон · c4 чёрная пешка · h4 белая пешка · h2 чёрный слон · b1 белый конь · e1 белый король | g6 чёрный король · a5 белый слон · c4 чёрная пешка · h4 белая пешка · h2 чёрный слон · b1 белый конь · e1 белый король | g6 чёрный король · a5 белый слон · c4 чёрная пешка · h4 белая пешка · h2 чёрный слон · b1 белый конь · e1 белый король | g6 чёрный король · a5 белый слон · c4 чёрная пешка · h4 белая пешка · h2 чёрный слон · b1 белый конь · e1 белый король | g6 чёрный король · a5 белый слон · c4 чёрная пешка · h4 белая пешка · h2 чёрный слон · b1 белый конь · e1 белый король | g6 чёрный король · a5 белый слон · c4 чёрная пешка · h4 белая пешка · h2 чёрный слон · b1 белый конь · e1 белый король | 8 |
| 7 | g6 чёрный король · a5 белый слон · c4 чёрная пешка · h4 белая пешка · h2 чёрный слон · b1 белый конь · e1 белый король | g6 чёрный король · a5 белый слон · c4 чёрная пешка · h4 белая пешка · h2 чёрный слон · b1 белый конь · e1 белый король | g6 чёрный король · a5 белый слон · c4 чёрная пешка · h4 белая пешка · h2 чёрный слон · b1 белый конь · e1 белый король | g6 чёрный король · a5 белый слон · c4 чёрная пешка · h4 белая пешка · h2 чёрный слон · b1 белый конь · e1 белый король | g6 чёрный король · a5 белый слон · c4 чёрная пешка · h4 белая пешка · h2 чёрный слон · b1 белый конь · e1 белый король | g6 чёрный король · a5 белый слон · c4 чёрная пешка · h4 белая пешка · h2 чёрный слон · b1 белый конь · e1 белый король | g6 чёрный король · a5 белый слон · c4 чёрная пешка · h4 белая пешка · h2 чёрный слон · b1 белый конь · e1 белый король | g6 чёрный король · a5 белый слон · c4 чёрная пешка · h4 белая пешка · h2 чёрный слон · b1 белый конь · e1 белый король | 7 |
| 6 | g6 чёрный король · a5 белый слон · c4 чёрная пешка · h4 белая пешка · h2 чёрный слон · b1 белый конь · e1 белый король | g6 чёрный король · a5 белый слон · c4 чёрная пешка · h4 белая пешка · h2 чёрный слон · b1 белый конь · e1 белый король | g6 чёрный король · a5 белый слон · c4 чёрная пешка · h4 белая пешка · h2 чёрный слон · b1 белый конь · e1 белый король | g6 чёрный король · a5 белый слон · c4 чёрная пешка · h4 белая пешка · h2 чёрный слон · b1 белый конь · e1 белый король | g6 чёрный король · a5 белый слон · c4 чёрная пешка · h4 белая пешка · h2 чёрный слон · b1 белый конь · e1 белый король | g6 чёрный король · a5 белый слон · c4 чёрная пешка · h4 белая пешка · h2 чёрный слон · b1 белый конь · e1 белый король | g6 чёрный король · a5 белый слон · c4 чёрная пешка · h4 белая пешка · h2 чёрный слон · b1 белый конь · e1 белый король | g6 чёрный король · a5 белый слон · c4 чёрная пешка · h4 белая пешка · h2 чёрный слон · b1 белый конь · e1 белый король | 6 |
| 5 | g6 чёрный король · a5 белый слон · c4 чёрная пешка · h4 белая пешка · h2 чёрный слон · b1 белый конь · e1 белый король | g6 чёрный король · a5 белый слон · c4 чёрная пешка · h4 белая пешка · h2 чёрный слон · b1 белый конь · e1 белый король | g6 чёрный король · a5 белый слон · c4 чёрная пешка · h4 белая пешка · h2 чёрный слон · b1 белый конь · e1 белый король | g6 чёрный король · a5 белый слон · c4 чёрная пешка · h4 белая пешка · h2 чёрный слон · b1 белый конь · e1 белый король | g6 чёрный король · a5 белый слон · c4 чёрная пешка · h4 белая пешка · h2 чёрный слон · b1 белый конь · e1 белый король | g6 чёрный король · a5 белый слон · c4 чёрная пешка · h4 белая пешка · h2 чёрный слон · b1 белый конь · e1 белый король | g6 чёрный король · a5 белый слон · c4 чёрная пешка · h4 белая пешка · h2 чёрный слон · b1 белый конь · e1 белый король | g6 чёрный король · a5 белый слон · c4 чёрная пешка · h4 белая пешка · h2 чёрный слон · b1 белый конь · e1 белый король | 5 |
| 4 | g6 чёрный король · a5 белый слон · c4 чёрная пешка · h4 белая пешка · h2 чёрный слон · b1 белый конь · e1 белый король | g6 чёрный король · a5 белый слон · c4 чёрная пешка · h4 белая пешка · h2 чёрный слон · b1 белый конь · e1 белый король | g6 чёрный король · a5 белый слон · c4 чёрная пешка · h4 белая пешка · h2 чёрный слон · b1 белый конь · e1 белый король | g6 чёрный король · a5 белый слон · c4 чёрная пешка · h4 белая пешка · h2 чёрный слон · b1 белый конь · e1 белый король | g6 чёрный король · a5 белый слон · c4 чёрная пешка · h4 белая пешка · h2 чёрный слон · b1 белый конь · e1 белый король | g6 чёрный король · a5 белый слон · c4 чёрная пешка · h4 белая пешка · h2 чёрный слон · b1 белый конь · e1 белый король | g6 чёрный король · a5 белый слон · c4 чёрная пешка · h4 белая пешка · h2 чёрный слон · b1 белый конь · e1 белый король | g6 чёрный король · a5 белый слон · c4 чёрная пешка · h4 белая пешка · h2 чёрный слон · b1 белый конь · e1 белый король | 4 |
| 3 | g6 чёрный король · a5 белый слон · c4 чёрная пешка · h4 белая пешка · h2 чёрный слон · b1 белый конь · e1 белый король | g6 чёрный король · a5 белый слон · c4 чёрная пешка · h4 белая пешка · h2 чёрный слон · b1 белый конь · e1 белый король | g6 чёрный король · a5 белый слон · c4 чёрная пешка · h4 белая пешка · h2 чёрный слон · b1 белый конь · e1 белый король | g6 чёрный король · a5 белый слон · c4 чёрная пешка · h4 белая пешка · h2 чёрный слон · b1 белый конь · e1 белый король | g6 чёрный король · a5 белый слон · c4 чёрная пешка · h4 белая пешка · h2 чёрный слон · b1 белый конь · e1 белый король | g6 чёрный король · a5 белый слон · c4 чёрная пешка · h4 белая пешка · h2 чёрный слон · b1 белый конь · e1 белый король | g6 чёрный король · a5 белый слон · c4 чёрная пешка · h4 белая пешка · h2 чёрный слон · b1 белый конь · e1 белый король | g6 чёрный король · a5 белый слон · c4 чёрная пешка · h4 белая пешка · h2 чёрный слон · b1 белый конь · e1 белый король | 3 |
| 2 | g6 чёрный король · a5 белый слон · c4 чёрная пешка · h4 белая пешка · h2 чёрный слон · b1 белый конь · e1 белый король | g6 чёрный король · a5 белый слон · c4 чёрная пешка · h4 белая пешка · h2 чёрный слон · b1 белый конь · e1 белый король | g6 чёрный король · a5 белый слон · c4 чёрная пешка · h4 белая пешка · h2 чёрный слон · b1 белый конь · e1 белый король | g6 чёрный король · a5 белый слон · c4 чёрная пешка · h4 белая пешка · h2 чёрный слон · b1 белый конь · e1 белый король | g6 чёрный король · a5 белый слон · c4 чёрная пешка · h4 белая пешка · h2 чёрный слон · b1 белый конь · e1 белый король | g6 чёрный король · a5 белый слон · c4 чёрная пешка · h4 белая пешка · h2 чёрный слон · b1 белый конь · e1 белый король | g6 чёрный король · a5 белый слон · c4 чёрная пешка · h4 белая пешка · h2 чёрный слон · b1 белый конь · e1 белый король | g6 чёрный король · a5 белый слон · c4 чёрная пешка · h4 белая пешка · h2 чёрный слон · b1 белый конь · e1 белый король | 2 |
| 1 | g6 чёрный король · a5 белый слон · c4 чёрная пешка · h4 белая пешка · h2 чёрный слон · b1 белый конь · e1 белый король | g6 чёрный король · a5 белый слон · c4 чёрная пешка · h4 белая пешка · h2 чёрный слон · b1 белый конь · e1 белый король | g6 чёрный король · a5 белый слон · c4 чёрная пешка · h4 белая пешка · h2 чёрный слон · b1 белый конь · e1 белый король | g6 чёрный король · a5 белый слон · c4 чёрная пешка · h4 белая пешка · h2 чёрный слон · b1 белый конь · e1 белый король | g6 чёрный король · a5 белый слон · c4 чёрная пешка · h4 белая пешка · h2 чёрный слон · b1 белый конь · e1 белый король | g6 чёрный король · a5 белый слон · c4 чёрная пешка · h4 белая пешка · h2 чёрный слон · b1 белый конь · e1 белый король | g6 чёрный король · a5 белый слон · c4 чёрная пешка · h4 белая пешка · h2 чёрный слон · b1 белый конь · e1 белый король | g6 чёрный король · a5 белый слон · c4 чёрная пешка · h4 белая пешка · h2 чёрный слон · b1 белый конь · e1 белый король | 1 |
|   | a | b | c | d | e | f | g | h |   |

Решение:

Для выигрыша белым надо защитить свою последнюю пешку.
1.Кре1-f2! 

Ничего не даёт 1. Сb6? Крh5 2. Сf2 Сc7 3. Кd2 c3, и пешку не сохранить. 

1…Крg6-h5 2.Крf2-g2 Сh2-d6! 3.Крg2-h3 Сd6-e7 4.Сa5-e1 c4-c3! 5.Kb1:c3 Сe7-b4 

Вот в чём состоял замысел чёрных. Теперь на 6.Сd2 или 6.Крg3 они планируют 6…Сe7, и белым приходится возвращаться назад. 

6.Сe1-d2 Сb4-e7 7.Кc3-d5! Сe7:h4 8.Кd5-f4+ Крh5-g5 9.Сd2-c1!! 

Конечно, не 9.Кg2+ Крh5 10.К:h4 пат. Теперь чёрные в цугцванге и теряют слона.
У этого этюда небезынтересная предыстория. Вначале он был опубликован с переменой цветов в журнале «Шахматы в СССР» (№ 1 за 1936 год) и заканчивался патом. Немного позже Куббель обнаружил, что пат красиво опровергается, и это опровержение стало решением в окончательной редакции.

### Избранные задачи
|   | a | b | c | d | e | f | g | h |   |
| - | --- | --- | --- | --- | --- | --- | --- | --- | - |
| 8 | e7 чёрная ладья · g7 чёрный конь · a5 белый ферзь · f5 белый конь · f4 чёрный король · d3 белая пешка · f3 белый конь · h3 белый король · h2 чёрный конь · h1 белый слон | e7 чёрная ладья · g7 чёрный конь · a5 белый ферзь · f5 белый конь · f4 чёрный король · d3 белая пешка · f3 белый конь · h3 белый король · h2 чёрный конь · h1 белый слон | e7 чёрная ладья · g7 чёрный конь · a5 белый ферзь · f5 белый конь · f4 чёрный король · d3 белая пешка · f3 белый конь · h3 белый король · h2 чёрный конь · h1 белый слон | e7 чёрная ладья · g7 чёрный конь · a5 белый ферзь · f5 белый конь · f4 чёрный король · d3 белая пешка · f3 белый конь · h3 белый король · h2 чёрный конь · h1 белый слон | e7 чёрная ладья · g7 чёрный конь · a5 белый ферзь · f5 белый конь · f4 чёрный король · d3 белая пешка · f3 белый конь · h3 белый король · h2 чёрный конь · h1 белый слон | e7 чёрная ладья · g7 чёрный конь · a5 белый ферзь · f5 белый конь · f4 чёрный король · d3 белая пешка · f3 белый конь · h3 белый король · h2 чёрный конь · h1 белый слон | e7 чёрная ладья · g7 чёрный конь · a5 белый ферзь · f5 белый конь · f4 чёрный король · d3 белая пешка · f3 белый конь · h3 белый король · h2 чёрный конь · h1 белый слон | e7 чёрная ладья · g7 чёрный конь · a5 белый ферзь · f5 белый конь · f4 чёрный король · d3 белая пешка · f3 белый конь · h3 белый король · h2 чёрный конь · h1 белый слон | 8 |
| 7 | e7 чёрная ладья · g7 чёрный конь · a5 белый ферзь · f5 белый конь · f4 чёрный король · d3 белая пешка · f3 белый конь · h3 белый король · h2 чёрный конь · h1 белый слон | e7 чёрная ладья · g7 чёрный конь · a5 белый ферзь · f5 белый конь · f4 чёрный король · d3 белая пешка · f3 белый конь · h3 белый король · h2 чёрный конь · h1 белый слон | e7 чёрная ладья · g7 чёрный конь · a5 белый ферзь · f5 белый конь · f4 чёрный король · d3 белая пешка · f3 белый конь · h3 белый король · h2 чёрный конь · h1 белый слон | e7 чёрная ладья · g7 чёрный конь · a5 белый ферзь · f5 белый конь · f4 чёрный король · d3 белая пешка · f3 белый конь · h3 белый король · h2 чёрный конь · h1 белый слон | e7 чёрная ладья · g7 чёрный конь · a5 белый ферзь · f5 белый конь · f4 чёрный король · d3 белая пешка · f3 белый конь · h3 белый король · h2 чёрный конь · h1 белый слон | e7 чёрная ладья · g7 чёрный конь · a5 белый ферзь · f5 белый конь · f4 чёрный король · d3 белая пешка · f3 белый конь · h3 белый король · h2 чёрный конь · h1 белый слон | e7 чёрная ладья · g7 чёрный конь · a5 белый ферзь · f5 белый конь · f4 чёрный король · d3 белая пешка · f3 белый конь · h3 белый король · h2 чёрный конь · h1 белый слон | e7 чёрная ладья · g7 чёрный конь · a5 белый ферзь · f5 белый конь · f4 чёрный король · d3 белая пешка · f3 белый конь · h3 белый король · h2 чёрный конь · h1 белый слон | 7 |
| 6 | e7 чёрная ладья · g7 чёрный конь · a5 белый ферзь · f5 белый конь · f4 чёрный король · d3 белая пешка · f3 белый конь · h3 белый король · h2 чёрный конь · h1 белый слон | e7 чёрная ладья · g7 чёрный конь · a5 белый ферзь · f5 белый конь · f4 чёрный король · d3 белая пешка · f3 белый конь · h3 белый король · h2 чёрный конь · h1 белый слон | e7 чёрная ладья · g7 чёрный конь · a5 белый ферзь · f5 белый конь · f4 чёрный король · d3 белая пешка · f3 белый конь · h3 белый король · h2 чёрный конь · h1 белый слон | e7 чёрная ладья · g7 чёрный конь · a5 белый ферзь · f5 белый конь · f4 чёрный король · d3 белая пешка · f3 белый конь · h3 белый король · h2 чёрный конь · h1 белый слон | e7 чёрная ладья · g7 чёрный конь · a5 белый ферзь · f5 белый конь · f4 чёрный король · d3 белая пешка · f3 белый конь · h3 белый король · h2 чёрный конь · h1 белый слон | e7 чёрная ладья · g7 чёрный конь · a5 белый ферзь · f5 белый конь · f4 чёрный король · d3 белая пешка · f3 белый конь · h3 белый король · h2 чёрный конь · h1 белый слон | e7 чёрная ладья · g7 чёрный конь · a5 белый ферзь · f5 белый конь · f4 чёрный король · d3 белая пешка · f3 белый конь · h3 белый король · h2 чёрный конь · h1 белый слон | e7 чёрная ладья · g7 чёрный конь · a5 белый ферзь · f5 белый конь · f4 чёрный король · d3 белая пешка · f3 белый конь · h3 белый король · h2 чёрный конь · h1 белый слон | 6 |
| 5 | e7 чёрная ладья · g7 чёрный конь · a5 белый ферзь · f5 белый конь · f4 чёрный король · d3 белая пешка · f3 белый конь · h3 белый король · h2 чёрный конь · h1 белый слон | e7 чёрная ладья · g7 чёрный конь · a5 белый ферзь · f5 белый конь · f4 чёрный король · d3 белая пешка · f3 белый конь · h3 белый король · h2 чёрный конь · h1 белый слон | e7 чёрная ладья · g7 чёрный конь · a5 белый ферзь · f5 белый конь · f4 чёрный король · d3 белая пешка · f3 белый конь · h3 белый король · h2 чёрный конь · h1 белый слон | e7 чёрная ладья · g7 чёрный конь · a5 белый ферзь · f5 белый конь · f4 чёрный король · d3 белая пешка · f3 белый конь · h3 белый король · h2 чёрный конь · h1 белый слон | e7 чёрная ладья · g7 чёрный конь · a5 белый ферзь · f5 белый конь · f4 чёрный король · d3 белая пешка · f3 белый конь · h3 белый король · h2 чёрный конь · h1 белый слон | e7 чёрная ладья · g7 чёрный конь · a5 белый ферзь · f5 белый конь · f4 чёрный король · d3 белая пешка · f3 белый конь · h3 белый король · h2 чёрный конь · h1 белый слон | e7 чёрная ладья · g7 чёрный конь · a5 белый ферзь · f5 белый конь · f4 чёрный король · d3 белая пешка · f3 белый конь · h3 белый король · h2 чёрный конь · h1 белый слон | e7 чёрная ладья · g7 чёрный конь · a5 белый ферзь · f5 белый конь · f4 чёрный король · d3 белая пешка · f3 белый конь · h3 белый король · h2 чёрный конь · h1 белый слон | 5 |
| 4 | e7 чёрная ладья · g7 чёрный конь · a5 белый ферзь · f5 белый конь · f4 чёрный король · d3 белая пешка · f3 белый конь · h3 белый король · h2 чёрный конь · h1 белый слон | e7 чёрная ладья · g7 чёрный конь · a5 белый ферзь · f5 белый конь · f4 чёрный король · d3 белая пешка · f3 белый конь · h3 белый король · h2 чёрный конь · h1 белый слон | e7 чёрная ладья · g7 чёрный конь · a5 белый ферзь · f5 белый конь · f4 чёрный король · d3 белая пешка · f3 белый конь · h3 белый король · h2 чёрный конь · h1 белый слон | e7 чёрная ладья · g7 чёрный конь · a5 белый ферзь · f5 белый конь · f4 чёрный король · d3 белая пешка · f3 белый конь · h3 белый король · h2 чёрный конь · h1 белый слон | e7 чёрная ладья · g7 чёрный конь · a5 белый ферзь · f5 белый конь · f4 чёрный король · d3 белая пешка · f3 белый конь · h3 белый король · h2 чёрный конь · h1 белый слон | e7 чёрная ладья · g7 чёрный конь · a5 белый ферзь · f5 белый конь · f4 чёрный король · d3 белая пешка · f3 белый конь · h3 белый король · h2 чёрный конь · h1 белый слон | e7 чёрная ладья · g7 чёрный конь · a5 белый ферзь · f5 белый конь · f4 чёрный король · d3 белая пешка · f3 белый конь · h3 белый король · h2 чёрный конь · h1 белый слон | e7 чёрная ладья · g7 чёрный конь · a5 белый ферзь · f5 белый конь · f4 чёрный король · d3 белая пешка · f3 белый конь · h3 белый король · h2 чёрный конь · h1 белый слон | 4 |
| 3 | e7 чёрная ладья · g7 чёрный конь · a5 белый ферзь · f5 белый конь · f4 чёрный король · d3 белая пешка · f3 белый конь · h3 белый король · h2 чёрный конь · h1 белый слон | e7 чёрная ладья · g7 чёрный конь · a5 белый ферзь · f5 белый конь · f4 чёрный король · d3 белая пешка · f3 белый конь · h3 белый король · h2 чёрный конь · h1 белый слон | e7 чёрная ладья · g7 чёрный конь · a5 белый ферзь · f5 белый конь · f4 чёрный король · d3 белая пешка · f3 белый конь · h3 белый король · h2 чёрный конь · h1 белый слон | e7 чёрная ладья · g7 чёрный конь · a5 белый ферзь · f5 белый конь · f4 чёрный король · d3 белая пешка · f3 белый конь · h3 белый король · h2 чёрный конь · h1 белый слон | e7 чёрная ладья · g7 чёрный конь · a5 белый ферзь · f5 белый конь · f4 чёрный король · d3 белая пешка · f3 белый конь · h3 белый король · h2 чёрный конь · h1 белый слон | e7 чёрная ладья · g7 чёрный конь · a5 белый ферзь · f5 белый конь · f4 чёрный король · d3 белая пешка · f3 белый конь · h3 белый король · h2 чёрный конь · h1 белый слон | e7 чёрная ладья · g7 чёрный конь · a5 белый ферзь · f5 белый конь · f4 чёрный король · d3 белая пешка · f3 белый конь · h3 белый король · h2 чёрный конь · h1 белый слон | e7 чёрная ладья · g7 чёрный конь · a5 белый ферзь · f5 белый конь · f4 чёрный король · d3 белая пешка · f3 белый конь · h3 белый король · h2 чёрный конь · h1 белый слон | 3 |
| 2 | e7 чёрная ладья · g7 чёрный конь · a5 белый ферзь · f5 белый конь · f4 чёрный король · d3 белая пешка · f3 белый конь · h3 белый король · h2 чёрный конь · h1 белый слон | e7 чёрная ладья · g7 чёрный конь · a5 белый ферзь · f5 белый конь · f4 чёрный король · d3 белая пешка · f3 белый конь · h3 белый король · h2 чёрный конь · h1 белый слон | e7 чёрная ладья · g7 чёрный конь · a5 белый ферзь · f5 белый конь · f4 чёрный король · d3 белая пешка · f3 белый конь · h3 белый король · h2 чёрный конь · h1 белый слон | e7 чёрная ладья · g7 чёрный конь · a5 белый ферзь · f5 белый конь · f4 чёрный король · d3 белая пешка · f3 белый конь · h3 белый король · h2 чёрный конь · h1 белый слон | e7 чёрная ладья · g7 чёрный конь · a5 белый ферзь · f5 белый конь · f4 чёрный король · d3 белая пешка · f3 белый конь · h3 белый король · h2 чёрный конь · h1 белый слон | e7 чёрная ладья · g7 чёрный конь · a5 белый ферзь · f5 белый конь · f4 чёрный король · d3 белая пешка · f3 белый конь · h3 белый король · h2 чёрный конь · h1 белый слон | e7 чёрная ладья · g7 чёрный конь · a5 белый ферзь · f5 белый конь · f4 чёрный король · d3 белая пешка · f3 белый конь · h3 белый король · h2 чёрный конь · h1 белый слон | e7 чёрная ладья · g7 чёрный конь · a5 белый ферзь · f5 белый конь · f4 чёрный король · d3 белая пешка · f3 белый конь · h3 белый король · h2 чёрный конь · h1 белый слон | 2 |
| 1 | e7 чёрная ладья · g7 чёрный конь · a5 белый ферзь · f5 белый конь · f4 чёрный король · d3 белая пешка · f3 белый конь · h3 белый король · h2 чёрный конь · h1 белый слон | e7 чёрная ладья · g7 чёрный конь · a5 белый ферзь · f5 белый конь · f4 чёрный король · d3 белая пешка · f3 белый конь · h3 белый король · h2 чёрный конь · h1 белый слон | e7 чёрная ладья · g7 чёрный конь · a5 белый ферзь · f5 белый конь · f4 чёрный король · d3 белая пешка · f3 белый конь · h3 белый король · h2 чёрный конь · h1 белый слон | e7 чёрная ладья · g7 чёрный конь · a5 белый ферзь · f5 белый конь · f4 чёрный король · d3 белая пешка · f3 белый конь · h3 белый король · h2 чёрный конь · h1 белый слон | e7 чёрная ладья · g7 чёрный конь · a5 белый ферзь · f5 белый конь · f4 чёрный король · d3 белая пешка · f3 белый конь · h3 белый король · h2 чёрный конь · h1 белый слон | e7 чёрная ладья · g7 чёрный конь · a5 белый ферзь · f5 белый конь · f4 чёрный король · d3 белая пешка · f3 белый конь · h3 белый король · h2 чёрный конь · h1 белый слон | e7 чёрная ладья · g7 чёрный конь · a5 белый ферзь · f5 белый конь · f4 чёрный король · d3 белая пешка · f3 белый конь · h3 белый король · h2 чёрный конь · h1 белый слон | e7 чёрная ладья · g7 чёрный конь · a5 белый ферзь · f5 белый конь · f4 чёрный король · d3 белая пешка · f3 белый конь · h3 белый король · h2 чёрный конь · h1 белый слон | 1 |
|   | a | b | c | d | e | f | g | h |   |

Решение:
1.Ke3! (угроза 2.Фg5#)

1…K:f3 2.Kg2#

1…Kf5 2.Kd5#

В двух вариантах представлено так называемое «сложное блокирование»: белые перекрывают линию действия своей фигуры, пользуясь тем, что чёрная фигура заняла (заблокировала) поле рядом со своим королём.
В двух дополнительных вариантах играет белый ферзь:

1…Kp:e3 2.Фd2#

1…Ke6 2.Фе5#

|   | a | b | c | d | e | f | g | h |   |
| - | --- | --- | --- | --- | --- | --- | --- | --- | - |
| 8 | h8 чёрный слон · f7 белая пешка · g7 чёрный король · h7 чёрный слон · c5 белый король · h5 белый ферзь · e4 белый конь | h8 чёрный слон · f7 белая пешка · g7 чёрный король · h7 чёрный слон · c5 белый король · h5 белый ферзь · e4 белый конь | h8 чёрный слон · f7 белая пешка · g7 чёрный король · h7 чёрный слон · c5 белый король · h5 белый ферзь · e4 белый конь | h8 чёрный слон · f7 белая пешка · g7 чёрный король · h7 чёрный слон · c5 белый король · h5 белый ферзь · e4 белый конь | h8 чёрный слон · f7 белая пешка · g7 чёрный король · h7 чёрный слон · c5 белый король · h5 белый ферзь · e4 белый конь | h8 чёрный слон · f7 белая пешка · g7 чёрный король · h7 чёрный слон · c5 белый король · h5 белый ферзь · e4 белый конь | h8 чёрный слон · f7 белая пешка · g7 чёрный король · h7 чёрный слон · c5 белый король · h5 белый ферзь · e4 белый конь | h8 чёрный слон · f7 белая пешка · g7 чёрный король · h7 чёрный слон · c5 белый король · h5 белый ферзь · e4 белый конь | 8 |
| 7 | h8 чёрный слон · f7 белая пешка · g7 чёрный король · h7 чёрный слон · c5 белый король · h5 белый ферзь · e4 белый конь | h8 чёрный слон · f7 белая пешка · g7 чёрный король · h7 чёрный слон · c5 белый король · h5 белый ферзь · e4 белый конь | h8 чёрный слон · f7 белая пешка · g7 чёрный король · h7 чёрный слон · c5 белый король · h5 белый ферзь · e4 белый конь | h8 чёрный слон · f7 белая пешка · g7 чёрный король · h7 чёрный слон · c5 белый король · h5 белый ферзь · e4 белый конь | h8 чёрный слон · f7 белая пешка · g7 чёрный король · h7 чёрный слон · c5 белый король · h5 белый ферзь · e4 белый конь | h8 чёрный слон · f7 белая пешка · g7 чёрный король · h7 чёрный слон · c5 белый король · h5 белый ферзь · e4 белый конь | h8 чёрный слон · f7 белая пешка · g7 чёрный король · h7 чёрный слон · c5 белый король · h5 белый ферзь · e4 белый конь | h8 чёрный слон · f7 белая пешка · g7 чёрный король · h7 чёрный слон · c5 белый король · h5 белый ферзь · e4 белый конь | 7 |
| 6 | h8 чёрный слон · f7 белая пешка · g7 чёрный король · h7 чёрный слон · c5 белый король · h5 белый ферзь · e4 белый конь | h8 чёрный слон · f7 белая пешка · g7 чёрный король · h7 чёрный слон · c5 белый король · h5 белый ферзь · e4 белый конь | h8 чёрный слон · f7 белая пешка · g7 чёрный король · h7 чёрный слон · c5 белый король · h5 белый ферзь · e4 белый конь | h8 чёрный слон · f7 белая пешка · g7 чёрный король · h7 чёрный слон · c5 белый король · h5 белый ферзь · e4 белый конь | h8 чёрный слон · f7 белая пешка · g7 чёрный король · h7 чёрный слон · c5 белый король · h5 белый ферзь · e4 белый конь | h8 чёрный слон · f7 белая пешка · g7 чёрный король · h7 чёрный слон · c5 белый король · h5 белый ферзь · e4 белый конь | h8 чёрный слон · f7 белая пешка · g7 чёрный король · h7 чёрный слон · c5 белый король · h5 белый ферзь · e4 белый конь | h8 чёрный слон · f7 белая пешка · g7 чёрный король · h7 чёрный слон · c5 белый король · h5 белый ферзь · e4 белый конь | 6 |
| 5 | h8 чёрный слон · f7 белая пешка · g7 чёрный король · h7 чёрный слон · c5 белый король · h5 белый ферзь · e4 белый конь | h8 чёрный слон · f7 белая пешка · g7 чёрный король · h7 чёрный слон · c5 белый король · h5 белый ферзь · e4 белый конь | h8 чёрный слон · f7 белая пешка · g7 чёрный король · h7 чёрный слон · c5 белый король · h5 белый ферзь · e4 белый конь | h8 чёрный слон · f7 белая пешка · g7 чёрный король · h7 чёрный слон · c5 белый король · h5 белый ферзь · e4 белый конь | h8 чёрный слон · f7 белая пешка · g7 чёрный король · h7 чёрный слон · c5 белый король · h5 белый ферзь · e4 белый конь | h8 чёрный слон · f7 белая пешка · g7 чёрный король · h7 чёрный слон · c5 белый король · h5 белый ферзь · e4 белый конь | h8 чёрный слон · f7 белая пешка · g7 чёрный король · h7 чёрный слон · c5 белый король · h5 белый ферзь · e4 белый конь | h8 чёрный слон · f7 белая пешка · g7 чёрный король · h7 чёрный слон · c5 белый король · h5 белый ферзь · e4 белый конь | 5 |
| 4 | h8 чёрный слон · f7 белая пешка · g7 чёрный король · h7 чёрный слон · c5 белый король · h5 белый ферзь · e4 белый конь | h8 чёрный слон · f7 белая пешка · g7 чёрный король · h7 чёрный слон · c5 белый король · h5 белый ферзь · e4 белый конь | h8 чёрный слон · f7 белая пешка · g7 чёрный король · h7 чёрный слон · c5 белый король · h5 белый ферзь · e4 белый конь | h8 чёрный слон · f7 белая пешка · g7 чёрный король · h7 чёрный слон · c5 белый король · h5 белый ферзь · e4 белый конь | h8 чёрный слон · f7 белая пешка · g7 чёрный король · h7 чёрный слон · c5 белый король · h5 белый ферзь · e4 белый конь | h8 чёрный слон · f7 белая пешка · g7 чёрный король · h7 чёрный слон · c5 белый король · h5 белый ферзь · e4 белый конь | h8 чёрный слон · f7 белая пешка · g7 чёрный король · h7 чёрный слон · c5 белый король · h5 белый ферзь · e4 белый конь | h8 чёрный слон · f7 белая пешка · g7 чёрный король · h7 чёрный слон · c5 белый король · h5 белый ферзь · e4 белый конь | 4 |
| 3 | h8 чёрный слон · f7 белая пешка · g7 чёрный король · h7 чёрный слон · c5 белый король · h5 белый ферзь · e4 белый конь | h8 чёрный слон · f7 белая пешка · g7 чёрный король · h7 чёрный слон · c5 белый король · h5 белый ферзь · e4 белый конь | h8 чёрный слон · f7 белая пешка · g7 чёрный король · h7 чёрный слон · c5 белый король · h5 белый ферзь · e4 белый конь | h8 чёрный слон · f7 белая пешка · g7 чёрный король · h7 чёрный слон · c5 белый король · h5 белый ферзь · e4 белый конь | h8 чёрный слон · f7 белая пешка · g7 чёрный король · h7 чёрный слон · c5 белый король · h5 белый ферзь · e4 белый конь | h8 чёрный слон · f7 белая пешка · g7 чёрный король · h7 чёрный слон · c5 белый король · h5 белый ферзь · e4 белый конь | h8 чёрный слон · f7 белая пешка · g7 чёрный король · h7 чёрный слон · c5 белый король · h5 белый ферзь · e4 белый конь | h8 чёрный слон · f7 белая пешка · g7 чёрный король · h7 чёрный слон · c5 белый король · h5 белый ферзь · e4 белый конь | 3 |
| 2 | h8 чёрный слон · f7 белая пешка · g7 чёрный король · h7 чёрный слон · c5 белый король · h5 белый ферзь · e4 белый конь | h8 чёрный слон · f7 белая пешка · g7 чёрный король · h7 чёрный слон · c5 белый король · h5 белый ферзь · e4 белый конь | h8 чёрный слон · f7 белая пешка · g7 чёрный король · h7 чёрный слон · c5 белый король · h5 белый ферзь · e4 белый конь | h8 чёрный слон · f7 белая пешка · g7 чёрный король · h7 чёрный слон · c5 белый король · h5 белый ферзь · e4 белый конь | h8 чёрный слон · f7 белая пешка · g7 чёрный король · h7 чёрный слон · c5 белый король · h5 белый ферзь · e4 белый конь | h8 чёрный слон · f7 белая пешка · g7 чёрный король · h7 чёрный слон · c5 белый король · h5 белый ферзь · e4 белый конь | h8 чёрный слон · f7 белая пешка · g7 чёрный король · h7 чёрный слон · c5 белый король · h5 белый ферзь · e4 белый конь | h8 чёрный слон · f7 белая пешка · g7 чёрный король · h7 чёрный слон · c5 белый король · h5 белый ферзь · e4 белый конь | 2 |
| 1 | h8 чёрный слон · f7 белая пешка · g7 чёрный король · h7 чёрный слон · c5 белый король · h5 белый ферзь · e4 белый конь | h8 чёрный слон · f7 белая пешка · g7 чёрный король · h7 чёрный слон · c5 белый король · h5 белый ферзь · e4 белый конь | h8 чёрный слон · f7 белая пешка · g7 чёрный король · h7 чёрный слон · c5 белый король · h5 белый ферзь · e4 белый конь | h8 чёрный слон · f7 белая пешка · g7 чёрный король · h7 чёрный слон · c5 белый король · h5 белый ферзь · e4 белый конь | h8 чёрный слон · f7 белая пешка · g7 чёрный король · h7 чёрный слон · c5 белый король · h5 белый ферзь · e4 белый конь | h8 чёрный слон · f7 белая пешка · g7 чёрный король · h7 чёрный слон · c5 белый король · h5 белый ферзь · e4 белый конь | h8 чёрный слон · f7 белая пешка · g7 чёрный король · h7 чёрный слон · c5 белый король · h5 белый ферзь · e4 белый конь | h8 чёрный слон · f7 белая пешка · g7 чёрный король · h7 чёрный слон · c5 белый король · h5 белый ферзь · e4 белый конь | 1 |
|   | a | b | c | d | e | f | g | h |   |

Решение:
1.Kg5! с угрозой 2.f8Ф+! Kp:f8 3.Фf7#

1…Kpf8 2.Фh6+ Cg7 3.Фd6#

1…Cg6 2.Ф:h8+! Kp:h8 3.f8Ф#

1…Cg8 2.fgK! Kp:g8 3.Фf7#
В классической миниатюре, опубликованной после смерти Куббеля, очень содержательная игра: и жертвы, и превращения, и правильные маты.

## Некоторые публикации
- Куббель Л. И. 150 избранных этюдов. Л. 1925, 179 с.
- Куббель Л. И. 250 избранных этюдов / Предисловие А. А. Троицкого. М.—Л.: Физкультура и спорт, 1938, 184 с.
- Куббель Л. И. Мой творческий путь. Шахматы в СССР, № 2 (1940).